# Biton gariesensis
Biton gariesensis är en spindeldjursart som först beskrevs av Lawrence 1931.  Biton gariesensis ingår i släktet Biton och familjen Daesiidae. Inga underarter finns listade.